# 제6차 오키나와 항투
제6차 오키나와 항투(일본어: 第6次沖縄抗争)는 1990년 9월 13일부터 1992년 2월까지 일본 오키나와현에서 삼 대째의 교큐류카이와 오키나와 교큐류카이 간의 항투사건이다.
1983년 5월, 교큐류카이의 내부 항쟁으로 1982년 10월에 살해된 2대 회장 다와다 마야마의 뒤를 이어 오나가 료코가 3대 회장에 취임하여 3대 교큐류카이가 발족했다. 3대 교큐류카이는 오나가와 도미나가 기요시의 조직체제로 운영되며 이후 7년간 평화를 유지하였다. 그런데 1990년이 되어 오나가파와 기요시파의 내부 갈등이 표면에 드러나게 되었다. 1990년 9월 13일 오나가파였던 마루나가 일가의 사무소에 도미나가 일가의 조원들이 난입하여 오나가의 동생에게 중상을 입히는 사건이 발생하였다. 이 사건에 대해 교큐류카이는 17일 도미나가파의 연을 끊는다는 처분을 발표했으나 도미나가파는 이에 맞서 19일 오키나와 교큐류카이를 결성하였고, 교큐류카이는 분열됐다.
두 조직 사이에는 분열 직후부터 과격한 항쟁이 벌어져 교큐류카이와 무관한 고교생과 복면순찰차로 경계 중인 사복경찰관 2명이 각각 대립조직의 조원으로 오인돼 사살되었다. 이 밖에도 차량 질주와 화염병 연속 투척 등이 있었으며, 조원 관계자는 물론 일반 시민과 경찰관에게도 피해를 끼친 것을 포함한 여러 사건이 잇따랐다. 그 때문에 일본 여론에서 폭력단 배제의 풍조가 강해져 정부의 폭력단 대책법의 제정이나 오키나와현경의 단속 강화로 이어졌다.
폭력단 대책법 시행 직전인 1992년 2월 종결 선언이 나오면서 제6차 오키나와 항투는 종결되었다.

## 고등학생 사살 사건
1990년 11월 22일 펜스를 다는 아르바이트를 하던 고교생이 3대 교큐류카이 조원으로 오인되어 오키나와 교큐류카이 조원에게 권총으로 사살됐다. 실행범 3명은 곧 체포됐지만 실행을 지시한 2명은 지명수배되어 각각 1994년과 1995년 체포됐다. 실행범 3명에 대해서는 재판 결과 무기징역과 징역 20년형이 확정됐다.
형사재판과는 별도로 피해자 고교생의 부모는 나하 지방재판소에 실행범 3명에 더해 도미나가 회장과 도미나가 계열인 시마부쿠로 다메오(島福郎) 일가의 시마부쿠로 다메오 총장 등 2명에게도 손해배상을 요구하는 민사소송을 냈다. 이 민사재판에 대해서 실행범·회장측과 피해자측 쌍방의 상고에 의해 일본 최고재판소까지 가서 다퉜다. 2000년 12월 19일 최고재판소 제3소법정에서 상고심이 열렸고, 이 상고심에서 최고재판소는 회장들의 공동불법행위 책임을 인정해 약 5750만엔을 지급하라는 2심 판결에 대해 「정당하고 시인할 수 있다」라며 지지해 양측의 상고를 기각, 이로써 회장들의 패소가 확정되었다. 폭력단 항쟁 연루 사건에서 폭력단 수장의 책임을 인정한 최고재판소의 판결은 이번이 처음이었다.

## 경찰관 사살 사건
1990년 11월 23일 복면 순찰차를 탄 경계 중인 사복 경찰관 2명이 3대 교큐류카이 니시키 일가 조원 X와 간부 Y에게 직무 질문을 하려다 적대적인 오키나와 교큐류카이 조원으로 착각한 X와 Y에 의해 권총으로 사살됐다. 두 경찰관은 지근거리에서 각각 3발과 1발의 총탄을 맞았으며 거의 즉사한 것으로 알려졌다. 또 X와 Y는 사건을 목격한 주부를 쫓아내려다 실수로 권총의 방아쇠를 당겨 주부에게 중상을 입혔다.
이 사건에 대해서는 1990년 사살된 경찰관 2명의 유족 등 10명이 실행범 조폭과 사용자에 해당하는 아사히류회 최고 간부 등 4명을 상대로 약 4억 4000만 엔의 위자료 등을 요구하는 민사소송을 냈다. 이 소송에서는, 나하 지방 재판소 오키나와 지부가 피고 측에 3억 2000만엔의 지불을 명하는 제1심 판결을 선고했다. 그 후의 후쿠오카 고등재판소 나하 지부에서의 항소심 판결에서는, 위자료는 감액되었지만 약 1억 3800만엔의 지불이 다시 명되었다. 이 항소심 판결은 확정되었으며 배상금은 2007년 12월 전액 지불된 것으로 발표되었다.

## 같이 보기
- 야마이치 항투
- 규슈 세도카이
- 도진카이
- 타쿠미 우두머리 사살 사건